# Godishnjak
Godishnjak (albanisch auch Godishnjaku und Kodërzë bzw. Kodërza, serbisch Годишњак Godišnjak) ist ein Dorf im Kosovo. Es gehört zur Gemeinde Podujeva im Bezirk Pristina. Nach der Volkszählung von 2011 hat der Ort 353 Einwohner.

## Lage
Godishnjak liegt im hügeligen Nordosten Kosovos in der Region Llap,  etwa 5 km südwestlich von Podujeva und etwa 20 km nördlich von Pristina. In der Nähe des Orts verläuft die Nationalstraße M-25.

## Demografische Daten

### Historische Entwicklung der Bevölkerung im Ort
| Jahr      | 1948 | 1953 | 1961 | 1971 | 1981 | 1991 | 2011 |
| --------- | ---- | ---- | ---- | ---- | ---- | ---- | ---- |
| Einwohner | 170  | 175  | 192  | 258  | 326  | 384  | 353  |

### Verteilung der Bevölkerung nach Nationalitäten (2011)
| Nationalität        | Zahl | %     |
| ------------------- | ---- | ----- |
| Albaner             | 350  | 99,15 |
| Bosniaken           | 01   | 00,28 |
| Unbekannt/Sonstiges | 02   | 00,57 |

Im Jahr 2011 machten Albaner gemäß Volkszählung 99,15 % der Bevölkerung aus.